# FC Astana
Câu lạc bộ bóng đá Astana (tiếng Kazakh: Astana Fýtbol Klýby) là một câu lạc bộ bóng đá chuyên nghiệp có trụ sở tại Nur-Sultan. Họ chơi ở Giải bóng đá Ngoại hạng Kazakhstan, cấp độ cao nhất của bóng đá Kazakhstan. Sân nhà của câu lạc bộ sân vận động Astana Arena 30.254 chỗ ngồi. Màu áo của câu lạc bộ, phản ánh trong logo và trang phục của họ, là màu xanh da trời và vàng. Được thành lập với tên gọi Lokomotiv Astana vào năm 2009, câu lạc bộ được đổi tên thành Astana vào năm 2011. Họ là thành viên của Câu lạc bộ thể thao Chủ tịch Astana, một hiệp hội các đội thể thao chính ở Astana được hỗ trợ bởi Sovereign Wealth Fund Samruk-Kazyna.
Bề dày lịch sử ngắn của câu lạc bộ chứa đựng niềm hãnh diện với 5 chức vô địch quốc gia, 3 Cúp bóng đá Kazakhstan và 3 Siêu cúp bóng đá Kazakhstan.

## Lịch sử

### Thành lập và những năm đầu tiên (2009–2014)
Ngày 27 tháng 12 năm 2008, các câu lạc bộ bóng đá từ Almaty Megasport và Alma-Ata thông báo rằng họ sẽ hợp nhất để tạo thành một câu lạc bộ mới. Câu lạc bộ lấy tên là "FC Lokomotiv Astana" và Công ty Đường sắt Quốc gia Kazakhstan Temir Zholy trở thành nhà tài trợ. Kazakhstan Temir Zholy liên kết với City Council of Astana để chuyển câu lạc bộ đến sân vận động mới ở thủ đô của Kazakhstan. Vakhid Masudov trở thành huấn luyện viên trưởng đầu tiên của câu lạc bộ. Câu lạc bộ được hưởng lợi từ nguồn lương cao nên có thể thu hút các cầu thủ danh tiếng đến với mình. Andrey Tikhonov và Yegor Titov là những cầu thủ đầu tiên đến từ Giải bóng đá ngoại hạng Nga. Sau đó là nhiều cầu thủ khác như Patrick Ovie và Baffour Gyan. Maksim Shatskikh cũng gia nhập từ Dynamo Kyiv ở Giải bóng đá ngoại hạng Ukraina, vẫn là một cái tên nổi tiếng. Đa số các cầu thủ còn lại gia nhập từ các câu lạc bộ khác của Giải bóng đá ngoại hạng Kazakhstan, hầu hết là chuyển nhượng tự do từ các đội bị hợp nhất thành đội bóng khác và các đội bóng bị phá sản năm ngoái.
Ngày 8 tháng 3 năm 2009, Lokomotiv thi đấu trận đầu tiên ở giải quốc gia với Kazakhmys ở Satbayev. Tháng Ba 2009, Vakhid Masudov được thay thế bởi Vladimir Gulyamkhaidarov. Tuy nhiên, chỉ hai ngày sau khi bổ nhiệm, ông đã bị thay thế bởi chuyên gia NgaSergei Yuran. Câu lạc bộ giành được vị trí á quân trong mùa giải đầu tiên thi đấu. Ngày 14 tháng 11 năm 2010, Holger Fach dẫn dắt Astana đến với chức vô địch Cúp bóng đá Kazakhstan đầu tiên. Tuy nhiên, họ chưa được cấp giấy phép UEFA vì chưa đủ điều kiện đội bóng phải tồn tại ít nhất 3 năm. Vì vậy đội bóng không thể tham dự UEFA Europa League 2011–12. Ngày 2 tháng 3 năm 2011, Astana đánh bại Tobol 2–1 và lần đầu vô địch Siêu cúp bóng đá Kazakhstan. Năm 2012, Miroslav Beránek dẫn dắt Astana lần thứ hai vô địch Cúp bóng đá Kazakhstan. Vào tháng 7 năm 2013, câu lạc bộ ra mắt châu Âu khi đá trận vòng loại thứ nhất UEFA Europa League với Botev Plovdiv. Astana thua cả hai trận, 0–1 ở sân nhà và 0–5 sân khách. Ngày 4 tháng 7 năm 2013, Astana chính thức gia nhập Câu lạc bộ thể thao chuyên nghiệp Astana, một tổ chức mới thành lập được hỗ trợ bởi Sovereign Wealth Fund Samruk-Kazyna để kết hợp các đội thể thao chính ở Astana.

### Danh hiệu đầu tiên và thời đại của Stoilov (2014–nay)

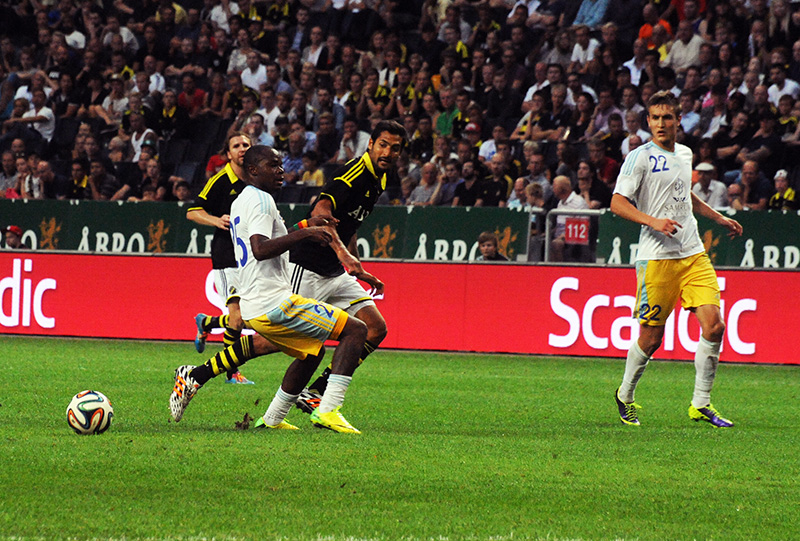
Trận đấu với AIK năm 2014

Ngày 22 tháng 6 năm 2014, câu lạc bộ thông báo huấn luyện viên cũ của Botev Plovdiv Stanimir Stoilov được bổ nhiệm làm huấn luyện viên trưởng mới. Trong chiến dịch bóng đá châu Âu 2014–15, Astana đá 4 vòng ở vòng loại UEFA Europa League. Ở Vòng Một họ đánh bại Pyunik 6–1 sau hai lượt trận, và tiếp tục thành công ở Vòng Hai, đánh bại Hapoel Tel Aviv 3–1 sau hai lượt trận nhời chiến thắng sân nhà thuyết phục. Vòng loại thứ ba chứng kiến Astana vượt qua AIK, với tỉ số 4–1 sau hai lượt trận. Ở vòng play-off, Astana bị đánh bại bởi Villarreal. Ngày 1 tháng 11 năm 2014, Astana trở thành đội vô địch Giải bóng đá ngoại hạng Kazakhstan lần đầu tiên trong lịch sử, sau trận thắng quyết định 3–0 trên sân nhà trước Kaisar.
Ngày 1 tháng 3 năm 2015, Astana vô địch Siêu cúp bóng đá Kazakhstan 2015, đánh bại Kairat 3–2 trong loạt sút luân lưu sau hai hiệp kết thúc với tỉ số hòa 0–0. Ngày 26 tháng 8 năm 2015, câu lạc bộ trở thành đội bóng đầu tiên Kazakhstan vào vòng bảng của Giải vô địch bóng đá các câu lạc bộ châu Âu, khi đánh bại APOEL 2–1 sau hai lượt trận ở vòng play-off. Họ được xếp vào Bảng C cùng với Benfica, Atlético Madrid và Galatasaray, giành được 4 điểm sau 6 trận với 4 trận hòa và 2 trận thua. Ngày 8 tháng 11 năm 2015, Astana lần thứ hai giành chức vô địch Giải bóng đá ngoại hạng Kazakhstan khi đánh bại Aktobe 1–0 trên sân nhà trong trận đấu cuối cùng. Ngày 9 tháng 12 năm 2015, câu lạc bộ gia hạn hợp đồng với Stanimir Stoilov thêm 2 năm.
Ở mùa giải 2016, Astana bị loại khỏi Giải vô địch bóng đá các câu lạc bộ châu Âu sau 2 vòng, khi bị đánh bại bởi Celtic ở vòng loại thứ ba. Tuy nhiên, câu lạc bộ vẫn giành quyền tham gia vòng bảng UEFA Europa League, khi đánh bại BATE ở vòng play-off. Ngày 26 tháng 10 năm 2016, Astana giành chức vô địch quốc gia thứ ba liên tiếp dưới triều đại của Stoilov. Ngày 19 tháng 11 năm 2016, câu lạc bộ vô địch Cúp bóng đá Kazakhstan 2016 sau khi đánh bại Kairat 1–0.

## Giải quốc gia và cúp quốc gia
| Mùa giải | Cấp độ | VT | ST | T  | H  | B  | BT | BB | Điểm | Cúp quốc gia |
| -------- | ------ | -- | -- | -- | -- | -- | -- | -- | ---- | ------------ |
| 2009     | thứ 1  | 2  | 26 | 20 | 0  | 6  | 54 | 24 | 60   | Vòng 2       |
| 2010     | thứ 1  | 4  | 32 | 14 | 8  | 10 | 41 | 28 | 50   | Vô địch      |
| 2011     | thứ 1  | 4  | 32 | 16 | 7  | 9  | 50 | 37 | 33   | Vòng 2       |
| 2012     | thứ 1  | 5  | 26 | 13 | 7  | 6  | 34 | 24 | 46   | Vô địch      |
| 2013     | thứ 1  | 2  | 32 | 19 | 5  | 8  | 56 | 28 | 38   | Tứ kết       |
| 2014     | thứ 1  | 1  | 32 | 18 | 10 | 4  | 63 | 26 | 45   | Bán kết      |
| 2015     | thứ 1  | 1  | 32 | 20 | 7  | 5  | 55 | 26 | 46   | Á quân       |
| 2016     | thứ 1  | 1  | 32 | 23 | 4  | 5  | 47 | 21 | 73   | Vô địch      |

## Giải châu Âu
| Mùa giải | Giải đấu              | Vòng đấu | Đối thủ          | Sân nhà | Sân khách | Tỉ số sau 2 lượt trận |  |
| -------- | --------------------- | -------- | ---------------- | ------- | --------- | --------------------- |  |
| 2013–14  | UEFA Europa League    | 1QR      | Botev Plovdiv    | 0–1     | 0–5       | 0–6                   |  |
| 2014–15  | UEFA Europa League    | 1QR      | Pyunik           | 2–0     | 4–1       | 6–1                   |  |
| 2014–15  | UEFA Europa League    | 2QR      | Hapoel Tel Aviv  | 3–0     | 0–1       | 3–1                   |  |
| 2014–15  | UEFA Europa League    | 3QR      | AIK              | 1–1     | 3–0       | 4–1                   |  |
| 2014–15  | UEFA Europa League    | PO       | Villarreal       | 0–3     | 0–4       | 0–7                   |  |
| 2015–16  | UEFA Champions League | 2QR      | Maribor          | 3–1     | 0–1       | 3–2                   |  |
| 2015–16  | UEFA Champions League | 3QR      | HJK              | 4–3     | 0–0       | 4–3                   |  |
| 2015–16  | UEFA Champions League | PO       | APOEL            | 1–0     | 1–1       | 2–1                   |  |
| 2015–16  | UEFA Champions League | GS       | Benfica          | 2–2     | 0–2       | thứ 4                 |  |
| 2015–16  | UEFA Champions League | GS       | Atlético Madrid  | 0–0     | 0–4       | thứ 4                 |  |
| 2015–16  | UEFA Champions League | GS       | Galatasaray      | 2–2     | 1–1       | thứ 4                 |  |
| 2016–17  | UEFA Champions League | 2QR      | Žalgiris Vilnius | 2–1     | 0–0       | 2–1                   |  |
| 2016–17  | UEFA Champions League | 3QR      | Celtic           | 1–1     | 1–2       | 2–3                   |  |
| 2016–17  | UEFA Europa League    | PO       | BATE             | 2–0     | 2–2       | 4–2                   |  |
| 2016–17  | UEFA Europa League    | GS       | Olympiacos       | 1–1     | 1–4       | thứ 4                 |  |
| 2016–17  | UEFA Europa League    | GS       | APOEL            | 2–1     | 1–2       | thứ 4                 |  |
| 2016–17  | UEFA Europa League    | GS       | Young Boys       | 0–0     | 0–3       | thứ 4                 |  |

Ghi chú
- 1QR: Vòng loại thứ nhất
- 2QR: Vòng loại thứ hai
- 3QR: Vòng loại thứ ba
- PO: Vòng Play-off
- GS: Vòng bảng

### Xếp hạng câu lạc bộ UEFA
Danh sách sau xếp hạng vị thứ hiện tại của Astana trong xếp hạng câu lạc bộ UEFA:
| Thứ hạng | Đội             | Điểm   |
| -------- | --------------- | ------ |
| 108      | Malmö           | 16.945 |
| 109      | Austria Wien    | 16.920 |
| 110      | Astana          | 16.800 |
| 111      | Cluj            | 16.790 |
| 112      | West Ham United | 16.749 |

Tính đến ngày 24 tháng 11 năm 2016.

## Sân vận động

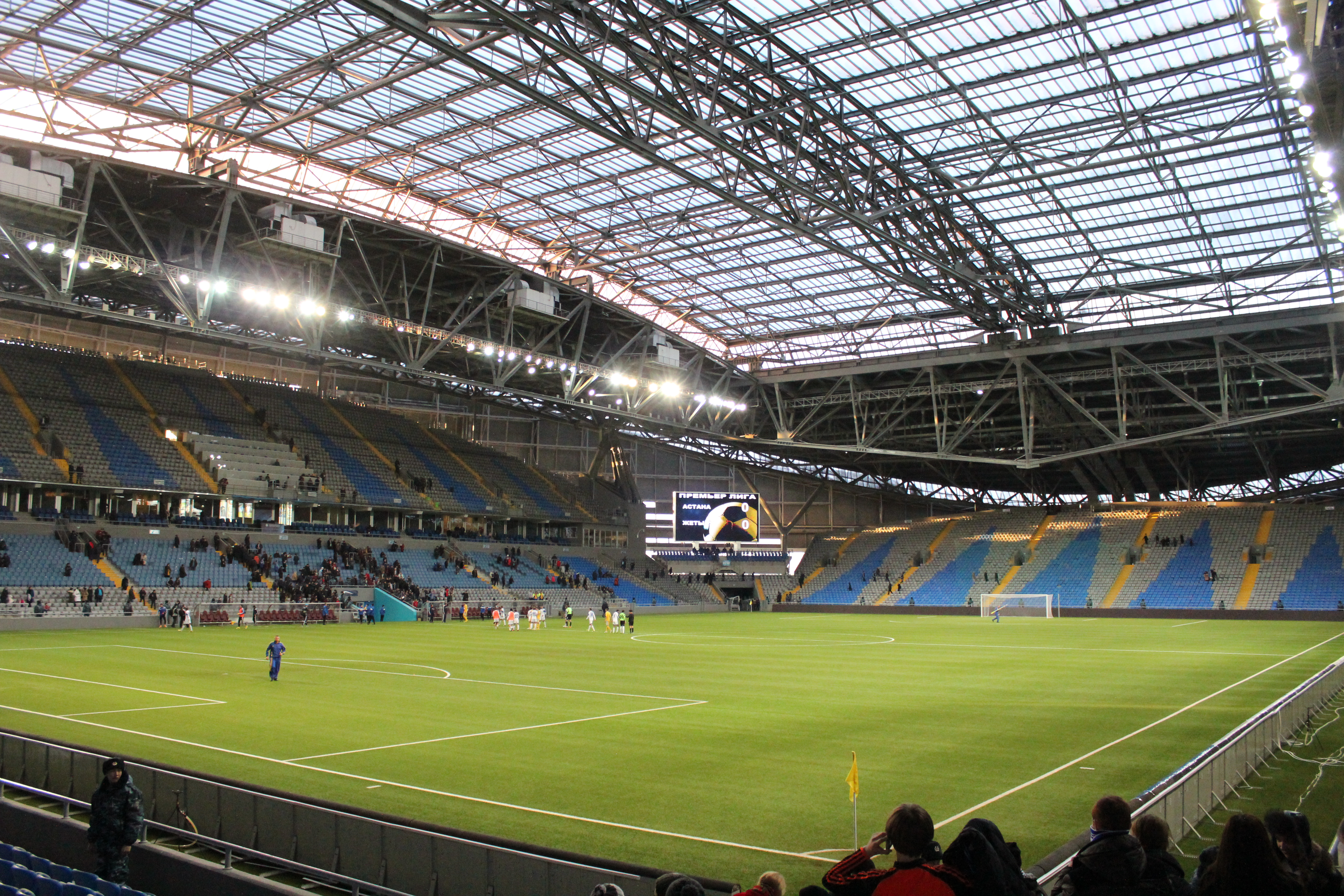
Astana Arena bên trong

Sân vận động của Astana là Astana Arena. Đây là sân nhà của Astana kể từ giữa mùa giải 2009, khi câu lạc bộ chuyển từ Sân vận động Kazhymukan Munaitpasov. Sân vận động có 30.000  chỗ ngồi và có mái thu lại được. Trận đấu đầu tiên trên sân vận động mới là trận thắng 2–1 trước Đội tuyển bóng đá U-21 quốc gia Kazakhstan trong một trận giao hữu. Trận đấu được điều khiển bởi trọng tài Ý nổi tiếng Pierluigi Collina, với tiếng thổi còi lịch sử đầu tiên đến Tổng thống Kazakhstan Nursultan Nazarbayev. Ngoài các cầu thủ thông thường, mỗi đội được mời thêm 2 "ngôi sao": ở đội U-21 Kazakhstan – hậu vệ người Georgia Kakha Kaladze và tiền đạo người Ukraina Andriy Shevchenko, và ở đội Lokomotiv – các cầu thủ người Thổ Nhĩ Kỳ Hasan Şaş và Hakan Şükür. Việc xây dựng sân vận động tốn hết 185 triệu đô la Mỹ. Sân được thiết kế theo hình elip bởi đội ngũ kiến trúc sư thể thao hàng đầu Populous liên kết với Tabanlioglu Architects. Ngày 31 tháng 1 năm 2011, sân đăng cai tổ chức lễ khai mạc của Đại hội thể thao mùa đông châu Á lần thứ 7. Đây cũng là sân nhà của đội tuyển quốc gia Kazakhstan.

## Màu sắc và biểu trưng

Biểu trưng được dùng với tên gọi Lokomotiv Astana

Biểu trưng ban đầu của đội được ra mắt năm 2009 bao gồm tên đội bóng, Footbal Club Lokomotiv Astana, trên một khung tròn màu xanh dương và một chữ cái L màu xanh dương ở trung tâm, có nghĩa là đường ray. Sau khi đổi tên năm 2011, câu lạc bộ có một biểu trưng mới. Nó bao gồm tên đội bóng với các chữ cái viết hoa trên hình ảnh một quả bóng. Chúng được đi kèm với từ "câu lạc bộ bóng đá" bằng tiếng Kazakh và tiếng Nga ở trên cùng và dưới cùng biểu trưng. Ngày 23 tháng 1 năm 2013, câu lạc bộ giới thiệu biểu trưng mới, giống với phong cách và màu sắc của biểu trưng Lokomotiv Astana. Biểu trưng bao gồm một hình ảnh quả bóng đá theo phong cáchshanyrak và hai họa tiết quốc gia Kazakh ở mỗi bên. Biểu trưng dùng ngày nay được giới thiệu ngày 10 tháng 3 năm 2014, và kết hợp phong cách biểu trưng của Astana Presidential Sports Club cũng như các đội BC Astana, Astana Pro Team và Astana Dakar Team. Biểu trưng bao gồm tên đội bóng, Astana Football Club, dưới một quả bóng đang bay.
Xanh dương và trắng là các màu chủ đạo của câu lạc bộ, mặc dù biệt danh của đội là "Blue-and-White". Màu xanh dương được dùng để nhấn mạnh áo sân nhà trong màu trắng là màu chính của áo đấu sân khách. Trong mùa giải 2012, Astana mặc áo sọc vàng xanh dương và quần xanh dương như trang phục sân nhà và trang phục toàn xanh dương ở sân khách. Năm 2013, đội phục hồi lại màu gốc dùng từ 2009 đến 2011. Năm 2013, câu lạc bộ gia nhập Astana Presidential Sports Club và có theo màu của họ. Màu hiện tại của câu lạc bộ là xanh da trời và vàng. Nhà tài trợ áo đấu hiện tại của Astana là Sovereign Wealth Fund Samruk-Kazyna. Nhà tài trợ trang phục đầu tiên của đội là công ty đường sắt quốc gia Kazakhstan Temir Zholy với 4 năm và kết thúc năm 2013. Nhà cung cấp trang phục là Adidas kể từ khi bắt đầu.

### Tiến hóa trang phục
| Giai đoạn | Nhà sản xuất trang phục | Đối tác áo đấu         |
| --------- | ----------------------- | ---------------------- |
| 2009–2014 | Adidas                  | Kazakhstan Temir Zholy |
| 2014–     | Adidas                  | Samruk-Kazyna          |

- Sân nhà

| 2009–2011 |  | 2012 |  | 2013 |  | 2014 |  | 2015 |

- Sân khách

| 2009–2011 |  | 2012 |  | 2013 |  | 2014 |  | 2015 |

- Thứ ba/Đặc biệt

| 2012 |  | 2014 |  | 2015 |

## Cầu thủ

### Đội hình đội một
Tính đến ngày 1 tháng 8 năm 2019
Ghi chú: Quốc kỳ chỉ đội tuyển quốc gia được xác định rõ trong điều lệ tư cách FIFA. Các cầu thủ có thể giữ hơn một quốc tịch ngoài FIFA.
| Số | VT | Quốc gia               | Cầu thủ                          |
| -- | -- | ---------------------- | -------------------------------- |
| 1  | TM | Kazakhstan             | Nenad Erić (đội trưởng)          |
| 2  | HV | Serbia                 | Antonio Rukavina                 |
| 5  | HV | Bosna và Hercegovina   | Marin Aničić                     |
| 6  | HV | Montenegro             | Žarko Tomašević                  |
| 7  | TV | Kazakhstan             | Serikzhan Muzhikov               |
| 9  | TV | România                | Dorin Rotariu                    |
| 10 | TV | Iceland                | Rúnar Már Sigurjónsson           |
| 14 | TV | Croatia                | Marin Tomasov                    |
| 15 | HV | Kazakhstan             | Abzal Beisebekov                 |
| 18 | TV | Belarus                | Ivan Mayewski                    |
| 19 | TĐ | Cộng hòa Dân chủ Congo | Ndombe Mubele (mượn từ Toulouse) |
| 24 | HV | Croatia                | Luka Šimunović                   |
| 27 | HV | Kazakhstan             | Yuriy Logvinenko                 |
| 28 | TV | Kazakhstan             | Yuriy Pertsukh                   |
| 29 | TV | Kazakhstan             | Madi Zhakypbayev                 |

| Số | VT | Quốc gia   | Cầu thủ                 |
| -- | -- | ---------- | ----------------------- |
| 31 | TM | Kazakhstan | Danil Podymksy          |
| 32 | TĐ | Curaçao    | Rangelo Janga           |
| 35 | TM | Kazakhstan | Aleksandr Mokin         |
| 42 | TV | Kazakhstan | Lev Skvortsov           |
| 44 | HV | Kazakhstan | Yevgeny Postnikov       |
| 45 | TĐ | Kazakhstan | Roman Murtazayev        |
| 53 | TM | Kazakhstan | Stanislav Pavlov        |
| 55 | HV | Kazakhstan | Talgat Kusyapov         |
| 73 | TV | Kazakhstan | Didar Zhalmukan         |
| 77 | HV | Kazakhstan | Dmitri Shomko (đội phó) |
| 80 | TĐ | Kazakhstan | Vladislav Prokopenko    |
| 81 | TĐ | Kazakhstan | Ramazan Karimov         |
| 87 | TV | Kazakhstan | Zhaslan Kairkenov       |
| 91 | TĐ | Kazakhstan | Sergei Khizhnichenko    |

### Cho mượn
Ghi chú: Quốc kỳ chỉ đội tuyển quốc gia được xác định rõ trong điều lệ tư cách FIFA. Các cầu thủ có thể giữ hơn một quốc tịch ngoài FIFA.
| Số | VT | Quốc gia   | Cầu thủ                       |
| -- | -- | ---------- | ----------------------------- |
| 20 | TV | Azerbaijan | Richard Almeida (tại Qarabağ) |

| Số | VT | Quốc gia   | Cầu thủ                               |
| -- | -- | ---------- | ------------------------------------- |
| 70 | TV | Kazakhstan | Sultan Sagnayev (tại Irtysh Pavlodar) |

## Nhân viên

### Ban Quản lý
| Chức vụ           | Tên                 |
| ----------------- | ------------------- |
| Quản lý chung     | Sayan Khamitzhanov  |
| Quản lý hoạt động | Kaisar Bekenov      |
| Giám đốc thể thao | Alexander Konochkin |

Cập nhật lần cuối: ngày 16 tháng 7 năm 2015
Nguồn: FC Astana

### Ban Huấn luyện

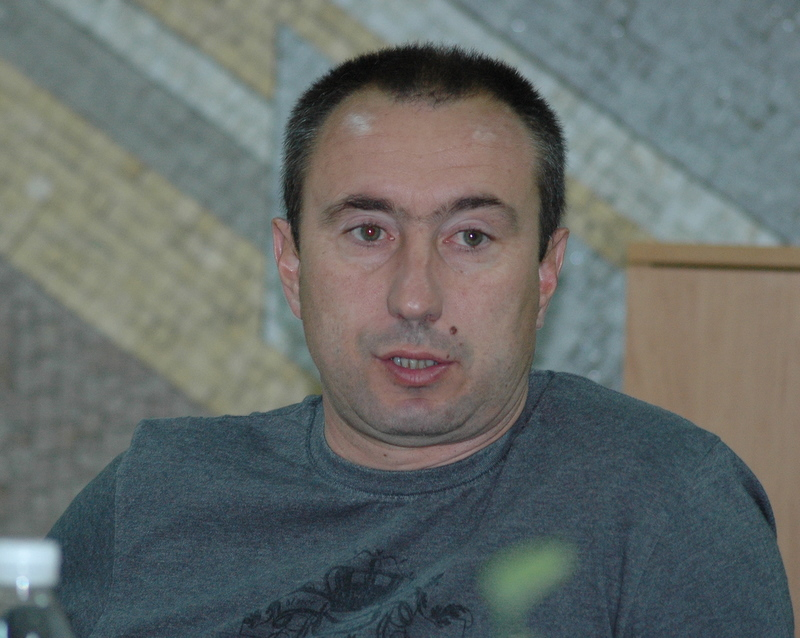
Stanimir Stoilov, huấn luyện viên hiện tại của Astana

| Chức vụ                           | Tên                |
| --------------------------------- | ------------------ |
| Huấn luyện viên trưởng            | Stanimir Stoilov   |
| Trợ lý HLV                        | Grigori Babayan    |
| Huấn luyện viên đội chính         | Tsanko Tsvetanov   |
| Huấn luyện viên đội chính         | Said Ibraimov      |
| Huấn luyện viên đội chính         | Arkadi Bakulin     |
| Huấn luyện viên thủ môn đội chính | Nikolai Rodionov   |
| First Team Rehabilitologist       | Stepan Tupik       |
| Bác sĩ đội chính                  | Tadeush Perekhod   |
| First Team Methodist              | Magomed Nozadze    |
| First Massagist                   | Sergei Larin       |
| First Team Administrator          | Vyacheslav Begunov |

Cập nhật lần cuối: ngày 16 tháng 7 năm 2015
Nguồn: FC Astana

### Huấn luyện viên nổi bật
Các huấn luyện viên sau giành ít nhất một danh hiệu khi dẫn dắt Astana:
| Cầu thủ          | Giai đoạn | Danh hiệu                                                                                  |
| ---------------- | --------- | ------------------------------------------------------------------------------------------ |
| Holger Fach      | 2010–2011 | Cúp bóng đá Kazakhstan, Siêu cúp bóng đá Kazakhstan                                        |
| Miroslav Beránek | 2012–2013 | Cúp bóng đá Kazakhstan                                                                     |
| Stanimir Stoilov | 2014–     | 3 Giải bóng đá ngoại hạng Kazakhstans, Cúp bóng đá Kazakhstan, Siêu cúp bóng đá Kazakhstan |

## Danh hiệu
- Giải bóng đá ngoại hạng Kazakhstan:[37]

Vô địch (6): 2014, 2015, 2016, 2017, 2018, 2019
- Cúp bóng đá Kazakhstan[37]

Vô địch (3): 2010, 2012, 2016
- Siêu cúp bóng đá Kazakhstan[37]

Vô địch (4): 2011, 2015, 2018, 2019

## Kỉ lục
- Kỉ lục thắng ở giải đấu – 6–1 v. Kairat (19 tháng 6 năm 2011, ghi nhiều bàn thắng nhất) 5–0 v. Atyrau (19 tháng 8 năm 2011, chiến thắng cách biệt lớn nhất)[38]
- Kỉ lục thua ở giải đấu – 0–5 v. Irtysh (26 tháng 5 năm 2011)[38]
- Chuỗi trận thắng liên tiếp dài nhất ở giải đấu – 8, 7 tháng 4 năm 2009 – 30 tháng 4 năm 2009[39]
- Cầu thủ ra sân nhiều lần nhất ở giải đấu – 130, Marat Shakhmetov 2009–14[40]
- Cầu thủ ra sân nhiều lần nhất – 150, Marat Shakhmetov 2009–14[40]
- Số bàn thắng ghi được nhiều nhất ở một mùa giải tại giải đấu – 16, Foxi Kéthévoama 2014[41]
- Số bàn thắng ghi được nhiều nhất ở một mùa giải – 20, Foxi Kéthévoama 2014[41]
- Cầu thủ đội chính trẻ nhất – Abzal Beisebekov, 16 năm, 4 tháng, 7 ngày[42]
- Cầu thủ đội chính lớn tuổi nhất – Andrey Tikhonov, 39 năm, 9 ngày[42]

### Cầu thủ ghi nhiều bàn thắng nhất
Tính đến trận đấu diễn ra ngày 20 tháng 3 năm 2016
|   | Cầu thủ               | Mùa giải        | Giải đấu | Cúp bóng đá Kazakhstan | Siêu cúp | Châu Âu  | Tổng     |
| - | --------------------- | --------------- | -------- | ---------------------- | -------- | -------- | -------- |
| 1 | Tanat Nusserbayev     | 2011–nay        | 41 (128) | 03 0(15)               | 00 0(2)  | 03 0(18) | 47 (163) |
| 2 | Foxi Kéthévoama       | 2012–2015       | 26 (109) | 05 0(13)               | 01 0(2)  | 02 0(22) | 34 (146) |
| 3 | Patrick Twumasi       | 2013–nay        | 22 (52)  | 06 0(6)                | 00 0(2)  | 04 0(11) | 32 (67)  |
| 4 | Igor Bugaiov          | 2010–2011       | 18 (57)  | 06 0(6)                | 02 0(1)  | 00 0(-)  | 26 (64)  |
| 5 | Sergei Ostapenko      | 2010, 2012–2014 | 16 (82)  | 02 0(13)               | 01 0(1)  | 00 0(0)  | 19 (96)  |
| 6 | Damir Kojašević       | 2012–2014       | 12 (61)  | 05 0(10)               | 00 0(1)  | 00 0(5)  | 17 (77)  |
| 7 | Bauyrzhan Dzholchiyev | 2014–2015       | 9 (50)   | 01 0(5)                | 00 0(1)  | 05 0(17) | 15 (73)  |
| 8 | Roger Cañas           | 2014–nay        | 11 (62)  | 00 0(4)                | 00 0(2)  | 03 0(17) | 14 (85)  |
| 9 | Dragan Bogavac        | 2011            | 12 (26)  | 00 0(1)                | 00 0(1)  | 0- 0(-)  | 12 (28)  |
| 9 | Ulan Konysbayev       | 2011–2013, 2015 | 11 (77)  | 01 0(10)               | 00 0(3)  | 00 0(2)  | 12 (92)  |

## Đối tác
- Real Sociedad (2013–nay)[43]

Ngày 11 tháng 11 năm 2013 có thông báo rằng Astana liên kết với đội bóng ở La Liga Real Sociedad để hợp tác trao đổi kĩ năng và kiến thức, tổ chức các trận giao hữu, trại huấn luyện cho cầu thủ trẻ và bóng đá sân cỏ.
- Galatasaray S.K. (2014–nay)[44]

Ngày 29 tháng 4 năm 2014 có thông báo rằng Câu lạc bộ thể thao chủ tịch Astana vừa liên kết vớiGalatasaray. Sự liên kết chủ yếu cung cấp cho sự hợp tác giữa Astana và Galatasaray S.K..